# جيم جارموش
جيم جارموش (بالإنجليزية: Jim Jarmusch)‏ (و. 1953 – م) هو مخرج سينمائي، ومنتج أفلام، وكاتب، وكاتب سيناريو، وممثل، ومونتير من الولايات المتحدة الأمريكية . ولد في كوياهوغا فولز، أوهايو .

## التعليم
تعلم في جامعة كولومبيا، وMedill School of Journalism، ومدرسة تيش العليا للفنون

## جوائز
حصل على جوائز منها:
- Carrosse d'or (2008)
- الجائزة الكبرى (مهرجان كان)، عن عمل:أزهار مكسورة (2005)
- السعفة الذهبية، عن عمل:Coffee and Cigarettes: Somewhere in California (1993)
- جوائز الروح المستقلة، عن عمل:حسب القانون (1987)
- النمر الذهبي، عن عمل:اغرب من الجنه (1984)
- Caméra d'Or، عن عمل:اغرب من الجنه (1984)
- قائد الفنون والآداب.

## روابط خارجية
- جيم جارموش على موقع IMDb (الإنجليزية)
- جيم جارموش على موقع الموسوعة البريطانية (الإنجليزية)
- جيم جارموش على موقع روتن توميتوز (الإنجليزية)
- جيم جارموش على موقع مونزينجر (الألمانية)
- جيم جارموش على موقع قاعدة بيانات الأفلام العربية
- جيم جارموش على موقع ألو سيني (الفرنسية)
- جيم جارموش على موقع ميوزك برينز (الإنجليزية)
- جيم جارموش على موقع تيرنر كلاسيك موفيز (الإنجليزية)
- جيم جارموش على موقع أول موفي (الإنجليزية)
- جيم جارموش على موقع بوكس أوفيس موجو (الإنجليزية)